# Lomako
La Lomako, est une rivière du Congo-Kinshasa dans le bassin du Congo, un affluent de la Maringa et un sous-affluent de la Lulonga-Lopori.
Elle sert de limite sud à la réserve de faune de Lomako-Yokokala.